# Ilhéu das Rolas

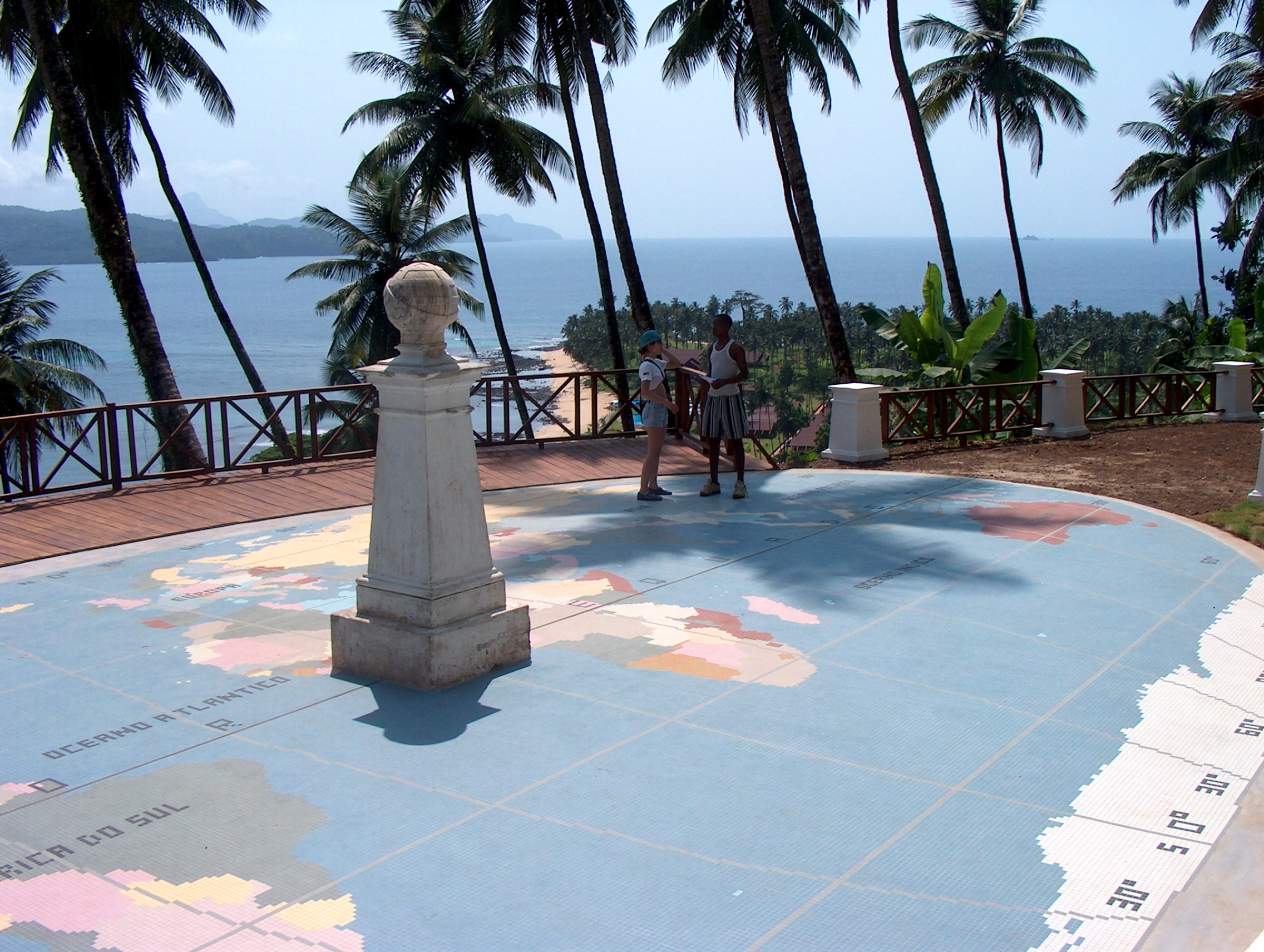
Równik przecinający Ilhéu das Rolas

Ilhéu das Rolas – niewielka wyspa należąca do państwa Wyspy Św. Tomasza i Książęca, w Afryce. Przez wyspę przechodzi równik, leży tuż na południe do Wyspy Świętego Tomasza.